# أحمد بن علي
أحمد بن علي (7 فبراير 1992 مانشستر المملكة المتحدة - ) هو لاعب كرة قدم ليبي يلعب كلاعب وسط.

## مسيرته الاحترافية

### مانشستر سيتي
بدأ بنعلي مسيرته في سن الثامنة عندما التحق بفريق الشباب في مانشستر سيتي، وسجل أول عقد كلاعب محترف عندما أتم 17 سنة.
في 31 أغسطس 2011 تمت إعارة بن علي لنادي روتشديل الذي يلعب في الدوري الإنجليزي الدرجة الأولى بجوار زميله القديم في فريق الشباب دايفيد بالليري، وذلك حتى مطلع يناير 2012. بعد غيابه لشهر عن الفريق، شارك بن علي مع نادي روتشديل للمرة الأولى في 4 أكتوبر 2011 في مباراة أمام نادي سكونثورب يونايتد انتهت بنتيجة 1-1 ولعب فيها 72 دقيقة. شارك بن علي للمرة الأولى في دوري الدرجة الأولى في مباراة انتهت بالتعادل أمام فريق كولشستر يونايتد وقام فيها بتمريرة مساعدة لهدف سجله جاري جونز. بعد مشاركته في مبارتين مع روتشديل، عاد بنعلي إلى ناديه الأم في أواخر ديسمبر مع قرب انتهاء عقد الإعارة، وفيما بعد صرح بنعلي بأنه لم يحب طريقة لعب النادي وأنه في إحدى المرات تدرب لأسبوعين بمفرده بعد أن عاقبه المدير.
مع انتهاء موسم 2011-2012، خرج بن علي من مانشستر سيتي بعد انتهاء عقده.

### بريشيا
بعد مغادرته مانشستر سيتي، التحق بنادي بريشيا في الدوري الإيطالي الدرجة الثانية في صيف 2012. لعب مباراته الأولى مع النادي أمام فريق كريمونيسي في الجولة الثانية من كأس إيطاليا 2012-13 وانتهت المباراة بخسارة 2-1. وفي مباراته الأولى في الدوري لعب كبديل في الدقيقة الثامنة والثمانين في مباراة أمام نوفارا كالشيو خسر فيها فريقه 4-2 ، وفي مباراته التاسعة تعرض لإصابات منعته من المشاركة لفترة.
في موسم 2013-2014 سجل هدفه الأول أمام نادي سيتاديلا في مباراة فاز فيها بريشيا 4-1. وهدفه الثاني أمام يوفي ستابيا بفوز 2-1 ، وأحرز هدفه الثالث أمام نادي سيينا في مباراة خسر فيها بريشيا 2-1. في موسم 2014، ظل بنعلي في الفريق الأول لنادي بريشيا، وأخرز هدفه الأول في الموسم أمام برو فيرتشيلي. وخلال المباريات الثمان وعشرين التي لعبها بين أكتوبر ونوفمبر 2014 سجل ثلاث أهداف أمام كروتوني وتراباني وبيسكارا، وخلال الشهور التالية من الموسم سجل خمس أهداف أمام فيرتوس إينتيلا وفالريسي وفيسينزا وكاتانيا وباري. خلال المباريات التي شارك فيها في المباريات الست وثلاثين التي شارك فيها في الموسم سجل تسع أهداف.
مع نهاية الموسم وفي الوقت الذي كان يواجه فيه نادي بريشيا صعوبات مالية، وردت أنباء عن رغبة بعض النوادي في ضم بنعلي مثل إنتر ميلان وكييفو فيرونا وإيفرتون.

### باليرمو
التحق بن علي بنادي باليرمو في الدوري الإيطالي الدرجة الأولى في تعاقد حر لمدة أربع سنوات، لكنه لم يلعب مع الفريق الأول للنادي.

### بيسكارا
بعد فترة وجيزة من الالتحاق بنادي باليرمو، تمت إعارة بنعلي بنادي بيسكارا حتى انتهاء موسم 2015-16  وشارك في خمس وثلاثين مباراة مع النادي سجل فيها أربع أهداف، وسجل هدفه الثالث في الموسم في فوز 5-2 أمام برو فيرتشيللي، وفي المباراة التي سجل فيها هدفه الرابع أمام كالتشيو كومو وانتهت بفوز باليرمو 2-1 طُرد من الملعب ومنع من اللعب لأربع مباريات، وبعد عودته بأسبوعين سجل هدفًا أمام مودينا بفوز فريقه 5-2.
في الموسم التالي لعب ثلاثًا وثلاثين مباراة سجل فيها ستة أهداف، وفي موسم 2017-18 لعب 15 مباراة سجل فيها أربع أهداف.

### كروتوني
في 1 تموز 2018 انتقل ابن علي إلى فريق نادي كروتوني الناشط في الدرجة الأولى في الدوري الإيطالي مقابل 2.5 مليون يورو. لعب كوسط ميدان وحمل رقم 10 مع الفريق.

## روابط خارجية
- أحمد بن علي على موقع قاعدة بيانات كرة القدم.إي يو (الإنجليزية)
- أحمد بن علي على موقع ناشيونال فوتبول تيمز (الإنجليزية)
- أحمد بن علي على موقع Soccerbase.com (لاعب) (الإنجليزية)
- أحمد بن علي على موقع Soccerway.com (الإنجليزية)
- أحمد بن علي على موقع عالم كرة القدم.نت (الإنجليزية)
- أحمد بن علي على موقع AS.com (الإسبانية)